# Guerra civil de Navarra
La guerra civil de Navarra fue una guerra civil que se inició en el Reino de Navarra en 1451, con motivo del pleito sucesorio que se produjo tras la muerte de la reina Blanca I de Navarra entre su marido don Juan, rey jure uxoris (por matrimonio), apoyado por los agramonteses, y el hijo de ambos el príncipe Carlos de Viana, apoyado por los beaumonteses. En este conflicto intervinieron o se vieron implicadas las Coronas vecinas de Castilla y de Aragón. En lo que sería una larga contienda no hubo prácticamente enfrentamientos armados, consistiendo en expediciones, asedios más o menos pasivos, destrucción de cosechas y otros sabotajes.
La guerra civil terminó con la firma el 22 de noviembre de 1464 de la concordia de Tarragona entre Juan II y los líderes beaumonteses por la que estos lo reconocían como rey de Navarra. Sobre la disputada cuestión sucesoria —Carlos de Viana había muerto tres años antes y sus derechos a la Corona navarra habían pasado a su hermana doña Blanca— se ocuparían las Cortes de Navarra. Pero estas no tuvieron oportunidad de tratar el tema porque pocos días después moría doña Blanca en su cautiverio del Bearn.

## Antecedentes

### Las banderías nobiliarias: beaumonteses frente a agramonteses
Tras el belicoso y ruinoso reinado de Carlos II de Navarra (1343-1387), el reinado de Carlos III de Navarra (1387-1425) constituyó, según Jaume Vicens Vives, «una etapa de provechosa restauración del país». Sin embargo, no pudo acabar con la división que existía entre la Montaña pirenaica, habitada por gentes que se dedicaban fundamentalmente al pastoreo y a la explotación de los bosques, que conservaban el eusquera y que se consideraban a sí mismos como los fundadores del reino lo que les daba derecho a gobernarlo, y el Llano que se extendía hacia el Ebro, una zona mucho más rica dedicada a la agricultura, que contaba con las principales villas (Tudela, Estella, Corella, Viana, Cascante, Cabanillas, Cortes, Tafalla y Olite), que tenía una importante población mudéjar recluida en las aljamas y que estaba abierta a la influencia de Aragón y de Castilla.
Sin embargo Carlos el Noble logró apaciguar el enfrentamiento entre dos casas nobiliarias cuya tradicional rivalidad se enmarcaba en la división entre la Montaña y el Llano, pues cada una de ellas tenía sus principales posesiones y apoyos en cada una de ellas: los beaumonteses, en la Navarra pirenaica de las merindades de Ultrapuertos, de Sangüesa y de Pamplona; los agramonteses en el Llano (merindades de Estella, de Olite y de Tudela). Los beaumonteses descendían de Carlos de Beaumont ―hijo bastardo del infante Luis de Navarra, hermano de Carlos II que había sido lugarteniente del reino ― que había ostentado la alferecía de Navarra y que había casado a su hijo Luis de Beaumont con una hija natural de Carlos III de Navarra y que por ese matrimonio había recibido el condado de Lerín. Luis de Beaumont ostentó como su padre la alferecía de Navarra, título que convirtió en el de condestable de Navarra hacia 1430. Los agramonteses, por su parte, tenían su origen en Leonel de Navarra, hijo bastardo del rey Carlos II. Su hermano el rey Carlos III de Navarra le concedió posesiones en la Ribera del Ebro y le otorgó diversos honores en la gobernación del reino. Esto suscitó la enemistad de Carlos de Beaumont, que pasó a sus hijos respectivos don Felipe, que fue nombrado mariscal del reino en 1428 o 1429 y casó con Juana de Peralta —hija de Pierres de Peralta, el Viejo—, y don Luis de Beaumont, condestable de Navarra. A la muerte de don Felipe en 1450 le sucedió al frente de los agramonteses su hijo Pedro de Navarra y su tío materno Pierres de Peralta, el Joven, «personaje de una energía invencible, uno de los caudillos más singulares del siglo XV hispano», en palabras de Jaume Vicens Vives.
Pero la rivalidad entre beaumonteses y agramonteses se recrudeció con fuerza durante el reinado de la hija de Carlos el Noble, Blanca I de Navarra (1425-1441), casada con don Juan, infante de Aragón. Y esta rivalidad entre beaumonteses y agramonteses tejió una tupida trama de conflictos personales que llevarían a la guerra abierta. En Navarra, de forma tradicional, no era habitual conceder a los nobles señoríos territoriales y jurisdiccionales, o si se otorgaban era en pago a algún servicio y sin carácter hereditario, pero Carlos III lo modificó y abrió la posibilidad a los nobles de obtener estos privilegios feudales dentro del reino.[cita requerida]

### El conflicto sucesorio tras la muerte de Blanca I de Navarra

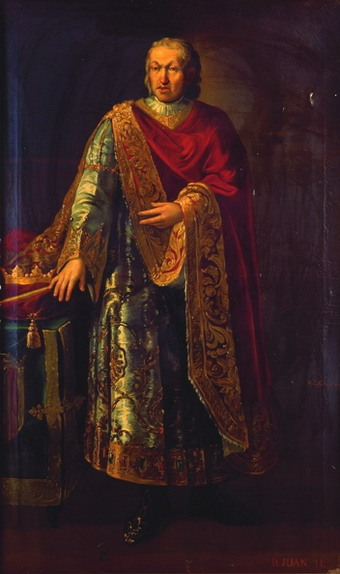
Juan II, llamado el Usurpador por los partidarios del príncipe Carlos de Viana

En mayo de 1441 murió doña Blanca I de Navarra lo que planteó un pleito sucesorio entre su esposo, don Juan rey consorte de Navarra, y el hijo de ambos, el príncipe Carlos de Viana. Según los capítulos matrimoniales del enlace entre don Juan y doña Blanca ―la boda se celebró el 10 de junio de 1420 en la catedral de Pamplona― los derechos a la Corona navarra pasarían a la muerte de doña Blanca al hijo que tuvieran ambos y que si ella fallecía antes que su esposo sin sucesión don Juan debería abandonar Navarra pues «como extranjero» no esperaba «la subcesión e herencia del dicho reyno de Navarra» más que en virtud de los derechos de su mujer. Sin embargo, en los capítulos nada se estipuló sobre qué papel tendría el futuro rey consorte de Navarra en el caso de la muerte de su esposa con hijos mayores de edad, lo que sería fuente de graves controversias en el futuro.
Efectivamente el testamento de doña Blanca, rubricado en Pamplona dos años antes de su muerte, legaba la corona de Navarra a su hijo Carlos de Viana, pero en el mismo introdujo un párrafo que será el objeto del enfrentamiento entre padre e hijo. En él se decía: «Y aunque el dicho príncipe, nuestro caro y muy amado hijo, pueda, después de nuestra muerte, por causa de herencia y derecho reconocido, intitularse y nombrarse rey de Navarra y duque de Nemours, no obstante, por guardar el honor debido al señor rey su padre, le rogamos, con la mayor ternura que podemos, de no querer tomar estos títulos sin el consentimiento y la bendición del dicho señor padre».
Atendiendo a esta cláusula del testamento de doña Blanca, don Juan no renunció al título de rey de Navarra, pero concedió la gobernación del reino a su hijo Carlos de Viana en un momento en que aquel estaba envuelto en la guerra civil castellana de 1437-1445. Sin embargo, como ha destacado Jaume Vicens Vives, «el problema constitucional quedó sin resolver, ya que siendo el príncipe de Viana el verdadero monarca propietario del reino, mal podía su autoridad someterse a la de Juan de Aragón». En este sentido es revelador que cuando recibió los poderes de su padre en diciembre de 1441 el príncipe de Viana dejó claro que lo hacía sin menoscabo de sus derechos soberanos a la Corona navarra —hizo constar en acta «que todas las cosas que así hiciera era por respeto a la persona del rey su padre, y no porque le reconociera derecho alguno sobre el reino»—.
Así mientras don Juan siguió ocupado en la guerra castellana la gobernación de Navarra, sin poder utilizar el título de rey, la ejerció el príncipe de Viana con escasas intromisiones por parte de su padre —solo cuando necesita dinero—. La situación cambió cuando terminó la guerra en 1445 con la completa derrota de don Juan y este volvió a Navarra, y sobre todo tras la boda de este con Juana Enríquez en 1447, un enlace que los partidarios de Carlos de Viana consideraron dejaba sin efecto cualquier prerrogativa que pudiera detentar en Navarra en virtud del testamento de doña Blanca.
El pleito sucesorio se enmarañó a causa de la rivalidad entre beaumonteses y agramonteses, ya que Carlos de Viana tenía como ayo y principal consejero a Juan de Beaumont, gran prior de la Orden de San Juan de Jerusalén en Navarra, y había prodigado las concesiones de rentas y posesiones a los miembros de la familia en especial al jefe de la misma Luis de Beaumont, conde de Lerín y condestable de Navarra, pero también al propio gran prior ―que recibió el señorío sobre la villa de Corella, en la zona del Llano―, y a Juan de Ezpeleta, esposo de Clara de Beaumont, lo que en muchas ocasiones perjudicó los intereses de los agramonteses por lo que estos tomaron partido por don Juan de Navarra, quien por su parte tenía en gran estima al líder agramontés Pierres de Peralta, que había combatido junto a él en la guerra civil castellana de 1437-1445 y en la decisiva batalla de Olmedo.

### La vuelta de don Juan a Navarra y la intervención castellana (1449-1451)
A finales de 1449 Juan de Navarra, que se encontraba en Zaragoza para presidir las Cortes del Reino de Aragón —don Juan había sido nombrado lugarteniente del reino de Aragón por su hermano el rey Alfonso el Magnánimo que continuaba en Nápoles—, se marchó rápidamente para el reino de Navarra, pues según narró Jerónimo Zurita, «le convenía tornar presto a Navarra por la dissensión que se començó a mover por los estados de aquel reyno, deseando la una parcialidad del que el príncipe don Carlos tomasse a su mano la gobernación y la possessión del reyno, como legítimo sucesor a quien pertenecía de derecho».
El 31 de diciembre de 1449 Don Juan se instaló con su corte en Olite y comenzó a actuar como rey de Navarra ―una autoridad que él estimaba ostentar en virtud del testamento de su primera esposa doña Blanca― nombrando a personas de su confianza en los cargos de responsabilidad del reino, muchos de ellos miembros del clan de los agramonteses, y revocando las concesiones hechas por el príncipe de Viana a los beaumonteses. Así por ejemplo el gran prior Juan de Beaumont perdió el señorío de Corella, al mismo tiempo que el agramontés Pierres de Peralta recibía favores y mercedes. El propósito de don Juan era recabar la mayor cantidad de dinero y de hombres posibles para intentar recuperar sus posesiones castellanas perdidas tras la derrota de la batalla de Olmedo de 1445. De esta forma se agudizó el conflicto sucesorio, pues todo ello lo hizo, como ha destacado José María Lacarra, «sin guardar hacia el príncipe las menores atenciones».
Por este motivo la tensión entre don Juan y su hijo fue en aumento pero la causa de su ruptura fue Juana Enríquez, la segunda esposa de don Juan, porque para Carlos de Viana y sus partidarios su presencia en Navarra era la prueba de que no había ninguna posibilidad de entendimiento con su padre ya que, como ha señalado José María Lacarra, «para nadie era dudoso que este segundo matrimonio hacía decaer todos los derechos que pretendía ostentar don Juan al reino de Navarra». Así cuando Juana Enríquez se instaló en la corte de Olite, Carlos de Viana huyó a Guipúzcoa, donde se le unieron Luis de Beaumont y otros miembros de su séquito, privando así «al gobierno de don Juan —según José María Lacarra— de toda apariencia de legalidad, pues esta se basaba en la ficción de la Lugartenencia y en el buen acuerdo con el príncipe». «La sorpresa y alarma, tanto del rey como de la Diputación de los Tres Estados, debió ser enorme», concluye Lacarra.
El enfrentamiento entre Carlos de Viana y don Juan fue aprovechado por el rey de Castilla Juan II y por su valido don Álvaro de Luna quienes pretendían acabar definitivamente con su gran rival en la guerra civil castellana de 1437-1445. Así concertaron con los vianistas un plan para derrotar a don Juan aprovechando la ausencia de este del reino pues había acudido a Zaragoza para solventar ciertos asuntos y en julio de 1450 el rey castellano concentró un ejército en la frontera con el reino de Navarra. Aunque hubo algunos choques militares el conflicto se resolvió momentáneamente con la reconciliación entre padre e hijo en marzo de 1451. Esta se produjo gracias a la intervención del tesorero Juan Ibáñez de Monreal, que había se había unido al príncipe en Guipúzcoa. El rey Juan de Navarra le premió sus esfuerzos «en venir a concordar a nos e al dicho príncipe, nuestro fijo, en traer a él a la nuestra obediencia paternal, de lo qual, ultra al servicio que ha seido fecho a nuestro Sennor Dios, ha seguido grandísimo beneficio, quietud e folgura a todo nuestro dicho reino, e de todo el común e pueblo de aquel a preservado de total desunión». En abril de 1451 Carlos de Viana ya había vuelto a Navarra.
Pero en aquel momento, según Jaume Vicens Vives, «Carlos de Viana no era más que un muñeco en las diestras manos de Álvaro de Luna», y en agosto de 1451 los castellanos lanzaron una gran ofensiva contra el reino de Navarra, tomando el castillo de Buradón situado en la frontera y sitiando la villa de Estella. Las tropas castellanas acabaron retirándose tras haber concertado una alianza con el príncipe de Viana ―que fue firmada diciembre de 1451― en contra de don Juan, quien había marchado a Zaragoza para buscar refuerzos con los que hacer frente a la invasión castellana. Al firmar el tratado con el rey de Castilla —que le ofrecía la ayuda militar necesaria hasta que don Juan fuera expulsado del reino de Navarra— el príncipe de Viana se alineaba con los peores enemigos de don Juan, por lo que ya no era posible una nueva conciliación. Este tratado supuso, pues, la ruptura definitiva entre el Príncipe de Viana y su padre, lo que daría inicio a la guerra civil.

## Desarrollo

### De la batalla de Aybar a la tregua de la Concordia de Valladolid (1451-1454)
El choque entre los dos bandos se produjo el 23 de octubre de 1451 en la batalla de Aybar en la que resultaron derrotados los beaumonteses y Carlos de Viana y el conde de Lerín Luis de Beaumont fueron hechos prisioneros por las huestes reales y agramontesas. Sin embargo, su derrota no amilanó a los beaumonteses que se prepararon para continuar la guerra con Juan de Beaumont al mando y contando con el apoyo de la Montaña navarra y de algunas villas del Llano como Olite y Lerín, mientras que don Juan se hacía fuerte en la Ribera del Ebro. Este ordenó hacer a los vianistas «guerra cruel a fuego et sangre, como traidores et desleales a nos».
A pesar de que las hostilidades continuaron —y Navarra continuó dividida entre las dos facciones contendientes— Carlos de Viana, encarcelado primero en Tafalla y luego trasladado a una fortaleza de Aragón —el castillo de Monroy—, llegó a un acuerdo con su padre gracias a la mediación de las Cortes de Aragón y de la ciudad de Pamplona y que fue firmado en Zaragoza el 24 de mayo de 1453. En el mismo se comprometieron a compartir la gobernación del reino de Navarra, repartiéndose las rentas que correspondían a la Corona, y pactaron la devolución de los castillos ocupados por los beaumonteses a cambio de la amnistía para todos los partidarios vianistas. El príncipe de Viana quedaría en libertad, mientras que seguirían presos como garantía del pacto Luis de Beaumont y sus dos hijos, Luis y Carlos, además de siete caballeros de su facción. Solo un mes y medio antes, el 5 de abril de 1453, había caído el condestable don Álvaro de Luna, que había sido detenido en Burgos por orden del rey Juan II ―moriría degollado el 5 de julio―.

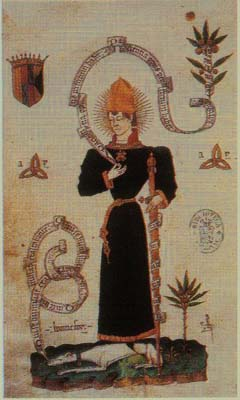
Imagen del príncipe Carlos de Viana de un códice aragonés.

Una vez recuperada la libertad Carlos de Viana, apoyado por su hermana doña Blanca ya separada del príncipe de Asturias don Enrique, incumplió lo acordado a instancias de los beaumonteses y volvió a aliarse con ellos para intentar hacerse con la corona. El príncipe lo justifica quejándose de la «damnada astucia... que por mano del rey mi senyor fuimos perseguido, esterrado et corrido, lanzado et espleido deste nuestro regno et materno herencio», y todo porque «su alteza puso sobre nos et nuestra persona su yrada mano et saniosa».
Los beaumonteses se negaron a devolver los castillos que controlaban como los de Pamplona, Olite y Mendavia, y a mediados de octubre de 1453 iniciaron el sitio de Monreal. Don Juan se aprestó para levantar el cerco pero la intervención por encargo del rey de Aragón Alfonso el Magnánimo de la reina María de Aragón, que se entrevistó con su hermano el rey Juan II de Castilla en Valladolid, consiguió que el 7 de diciembre se firmara una tregua de un año entre las Coronas de Castilla, de Aragón y el reino de Navarra y entre don Juan y Carlos de Viana, siguiendo el modelo de la Concordia de Toledo de 1436. Según lo acordado en esta Concordia de Valladolid las villas y castillos en poder de Carlos de Viana y de sus aliados castellanos pasarían temporalmente a la reina aragonesa así como los prisioneros que habían retenido don Juan en virtud del pacto de Zaragoza. Sin embargo, este año de tregua de 1454 ―en el transcurso del cual murió el rey Juan II de Castilla sucediéndole el príncipe de Asturias con el nombre de Enrique IV, quien el 8 de octubre se apresuró a renovar en Ágreda la paz con Aragón― no fue aprovechado para conseguir la reconciliación entre Carlos de Viana y su padre, lo que le fue reprochado a este último desde Nápoles por su hermano el rey de la Corona de Aragón Alfonso el Magnánimo, pues «siempre se debe sforzar e insistir de reducir el dicho príncipe, su fijo, a mejores deliberaciones e a savios consejos. E porque por gran que sea el pecado del fijo, por pena es assaz de padre, e más le vale comportar que ell e el dicho príncipe se partan e vivan de las rendas del dicho regno de Navarra».

### Del final de la tregua de la Concordia de Valladolid al viaje de Carlos de Viana a Nápoles y Sicilia (1454-1459)
Finalizada la tregua de un año establecida en la Concordia de Valladolid la facción beaumontesa volvió a la guerra y el 27 de marzo de 1455 asaltó San Juan de Pie de Puerto. El 4 de agosto tenía lugar una nueva batalla ―la de Torralba― entre agramonteses y beaumonteses. Estas acciones colmaron la paciencia de don Juan quien tomó una decisión de enorme trascendencia: desposeer a Carlos de Viana y a su hermana doña Blanca, que le apoyaba, de sus derechos a la Corona de Navarra —«como si los dichos príncipe y princesa naturalmente fuesen muertos»— para cedérselos a su tercera hija Leonor casada con Gastón IV de Foix —quien ejercería la Lugartenencia general de Navarra cuando el rey don Juan estuviera ausente del reino—. El acto se celebró el 3 de diciembre de 1455 en Barcelona ―en aquel momento don Juan era también lugarteniente del Principado de Cataluña por designación de su hermano el rey Alfonso el Magnánimo que seguía en Nápoles―. El historiador Jaume Vicens Vives reconoce que «don Juan de Aragón no poseía títulos satisfactorios para vulnerar el testamento de doña Blanca, reina propietaria de Navarra» pero justifica su actitud por el «hecho del reiterado incumplimiento de la palabra dada por el príncipe de Viana; pero aún en este caso, el odio y la ira son malos consejeros». Por su parte José María Lacarra, citando a Desdevises du Dezert, destaca la ilegalidad de la decisión de don Juan pues este «no tenía ningún derecho sobre Navarra, y aun admitiendo que lo hubiera conservado en usufructo, este lo perdió con su segundo matrimonio (1447). Es más, aun cuando hubiera sido propietario del reino, no estaba en sus manos el cambiar el orden de sucesión».
Por su parte Gastón IV de Foix debería ayudar a reducir a la obediencia a Pamplona y demás plazas rebeldes. Así una vez obtenida en abril de 1456 la aquiescencia del rey de Francia, como señor del conde de Foix, ocupó la Tierra de Ultrapuertos y se dirigió a Sangüesa, donde se les juntó la infanta Leonor.
La respuesta beaumontesa fue seguir defendiendo los derechos de Carlos de Viana a la corona de Navarra, pero los refuerzos del conde de Foix que recibieron los agramonteses resultaron decisivos. El fracaso de los beaumonteses para tomar Tudela convenció a Carlos de Viana de que la mejor forma de hacer valer sus derechos era abandonar Navarra y buscar apoyos en el rey de Francia y sobre todo en su tío el rey de Aragón Alfonso el Magnánimo que había fijado su corte en Nápoles. Antes de su marcha en mayo de 1456 Carlos de Viana confió el mando militar y la gobernación del reino a Juan de Beaumont, quien siguió luchando por la causa vianista y el 16 de marzo de 1457 las Cortes convocadas en Pamplona por él llegaron a proclamar a Carlos de Viana como rey de Navarra, como respuesta a la confirmación hecha dos meses antes por las Cortes fieles a don Juan reunidas en Estella del acuerdo de Barcelona que proclamaba a Leonor como heredera del reino. Pero el impacto de la proclamación de Carlos de Viana como rey de Navarra fue muy reducido porque los castellanos no la apoyaron. El nuevo rey Enrique IV se atuvo a lo establecido en la Concordia de Valladolid y mantuvo la paz con don Juan. E incluso el propio Carlos de Viana, entonces en Nápoles, le recriminó a Juan de Beaumont haber hecho esa proclamación por «haber atajado toda esperanza de remedios de paz» y por haberle expuesto a él «a gran indignación e desdeño de este rey [de Aragón] e señor nuestro tio, en el cual sólo empués Dios restaba nuestro reparo e consuelo».
Efectivamente, Carlos de Viana tras pasar por la corte de Carlos VII de Francia sin obtener el apoyo para su causa, y tras visitar en Roma al papa Calixto III que se declaró neutral, se había dirigido a Nápoles, a donde llegó el 20 de marzo de 1457. Allí el 30 de junio aceptó el arbitraje de Alfonso el Magnánimo para solventar el conflicto con su padre y el rey aragonés envió a Navarra a Lluís Despuig, maestre de la Orden de Montesa, para que su hermano don Juan también lo aceptara como mediador. La embajada de Despuig tuvo éxito y no solo consiguió que don Juan admitiera el arbitraje del Magnánimo sino que se firmara en marzo de 1458 una tregua de seis meses entre agramonteses y beaumonteses, además de que estos últimos revocaran la proclamación de Carlos de Viana como rey de Navarra. También consiguió que don Juan paralizara el proceso que había iniciado contra su hijo, todo ello a la espera del fallo arbitral del Magnánimo, pero este nunca llegó a producirse pues don Alfonso falleció el 27 de junio de 1458.
Tras la muerte del rey aragonés Carlos de Viana se embarcó para Sicilia a donde llegó el 15 de julio de 1458. Allí logró el apoyo del Parlamento siciliano, reunido en Castrogiovanni, que acordó requerir a don Juan, nuevo rey de la Corona de Aragón tras la muerte de su hermano con el nombre de Juan II de Aragón, para que en calidad de su «primogénito», es decir, como heredero de la Corona aragonesa, nombrara a Carlos de Viana virrey y lugarteniente general del reino de Sicilia. Pero Juan II no solo no aceptó la propuesta sino que ordenó a su hijo que regresara. Este obedeció por la promesa que le hizo su padre de «que le quería tratar como a hijo primogénito y sucesor universal suyo» y el 23 de julio de 1459 embarcó en Palermo rumbo a Mallorca a donde llegó el 20 de agosto. Allí esperó la respuesta de Juan II de Aragón a la embajada que le envió en busca de la reconciliación.

### De la Concordia de Barcelona a la muerte de Carlos de Viana (1459-1461)
En diciembre de 1459 se alcanzó el acuerdo de reconciliación que al ser firmado en Barcelona el 26 de enero de 1460 será conocido como Concordia de Barcelona. En esta Carlos de Viana se comprometía a devolver a su padre la parte de Navarra que seguía en manos de sus partidarios, y a cambio conseguía el perdón personal y recobrar el principado de Viana, aunque se le prohibía residir en Navarra ―y en Sicilia―. Según José María Lacarra, la concordia supuso un fracaso total para Carlos de Viana, «pues entregaba unas plazas seguras y disolvía un partido sin ninguna oferta razonable por parte de su padre», ya que, en efecto, don Juan envió al valenciano Lluís Despuig, maestre de la Orden de Montesa, para que tomara posesión inmediatamente de las villas y fortalezas que se habían mantenido fieles al príncipe de Viana, empezando por Pamplona que se rindió siguiendo las instrucciones de don Carlos. «El príncipe quedó, pues, totalmente desarmado frente a su padre, y por tanto sin fuerza para poder hacer valer unos derechos que éste le negaba insistentemente», concluye José María Lacarra.
Dos meses después, el 31 de marzo, Carlos de Viana hacía su entrada triunfal en Barcelona y el 14 de mayo se encontraron padre e hijo en Igualada. Al día siguiente hicieron su entrada conjunta en Barcelona acompañados por la reina Juana Enríquez, el infante don Fernando ―que entonces acababa de cumplir los ocho años de edad― y los hijos naturales del rey don Juan, recién nombrado arzobispo de Zaragoza, y don Alfonso. Sin embargo, la reconciliación era solo superficial pues Carlos de Viana al no haber sido reconocida su primogenitura —es decir, al no haber sido reconocido por su padre como su sucesor en el trono— entró en contacto con el rey de Castilla Enrique IV para concertar una alianza con él mediante el matrimonio con su hermana la infanta Isabel, que entonces contaba con nueve años de edad.
Ese mismo año de 1460 Viana era ocupada por Enrique IV de Castilla. Tras nueve meses de luchas Juan II la recuperó y ocupó como rey de Navarra, concediéndole el título de muy noble y muy leal otorgándole el escudo de Aragón y adscribiéndola a la corona de Aragón.
En septiembre de 1460 Juan II convocó las Cortes catalanas en Lérida y le pidió a su hijo Carlos de Viana que se reuniera con él en esa localidad para concretar su boda con la princesa Catalina de Portugal y evitar así el matrimonio de don Carlos con la infanta castellana Isabel, proyecto del que el rey Juan II había tenido conocimiento gracias a un emisario de los magnates castellanos que se oponían a Enrique IV ―este emisario también le había transmitido los temores del suegro de Juan II, el almirante de Castilla, de que el príncipe de Viana de acuerdo con el rey castellano quería arrebatarle la Corona aragonesa―.
Los contactos con el rey castellano y lo que se decía en el entorno de Carlos de Viana —miembros de su séquito le aseguraban que su padre quería arrebatarle el reino de Navarra para concedérselo a su hermanastro, incluso que intentaba envenenarle y que la mejor opción sería pasar a Castilla para desde allí entablar una guerra y conseguir el reconocimiento de sus derechos a las dos Coronas, la de Navarra y la de Aragón— llegó a conocimiento del rey Juan II y este decidió ordenar la detención de Carlos de Viana, que se llevó a cabo en Lérida el 2 de diciembre de 1460. También fue detenido su principal consejero, el gran prior de Navarra Juan de Beaumont.
La detención de Carlos de Viana avivó la guerra civil ―además de provocar el levantamiento de Cataluña de 1460-1461, prólogo de la guerra civil catalana de 1462-1472, y el rechazo de la mayor parte de las cortes europeas―. Sin embargo, su puesta en libertad el 25 de febrero de 1461 y su regreso triunfal a Barcelona el 12 de marzo, no impidió un nuevo levantamiento beaumontés ―acompañado de la amenaza de un ejército castellano desde la Rioja― que obligó al rey Juan II de Aragón a trasladarse de Zaragoza a Sangüesa para hacerle frente, mientras su esposa Juana Enríquez negociaba un acuerdo con las instituciones catalanas sublevadas y que conduciría a la firma en junio de la Capitulación de Vilafranca. En ese acuerdo Carlos de Viana logró introducir un capítulo referente a Navarra según el cual los castillos de este reino pasarían a estar gobernados por nobles catalanes, aragoneses y valencianos «para mejor servicio de Dios y de su alteza, y beneficio y reposo de dicho reino», una pretensión que era imposible de cumplir pues la guerra civil navarra continuaba. Y por otro lado, «la lugartenencia de Cataluña [reconocida en la Capitulación] de nada le sirvió [a Carlos de Viana] para alcanzar aquello por lo que venía batallando desde hacía veinte años: la corona de Navarra», afirma José María Lacarra.
Don Carlos pidió ayuda al rey Enrique IV de Castilla quien movilizó un ejército que penetró en Navarra ocupando a principios de mayo de 1460 las poblaciones de Laguardia, San Vicente y Los Arcos. Dos meses después inicia el sitio de Viana, defendida por Pierres de Peralta, quien no tuvo más remedio que rendirse. A continuación el ejército de Enrique IV se propuso tomar Lerín pero tuvo que desistir a los diez días debido a las dificultades que entrañaba su emplazamiento. Sin embargo, como ha señalado José María Lacarra, «el rey de Aragón, mucho más hábil y realista [que su hijo], acabó por ganarse la alianza del rey de Castilla» que fue firmada el 26 de agosto. Según este tratado de paz entre Juan II y Enrique IV el pleito sucesorio navarro sería resuelto por una junta formada por tres representantes del rey de Castilla y tres del rey de Aragón, reservándose la última palabra el rey castellano si no se alcanzaba ningún acuerdo. Como ha destacado Lacarra, «la paz acordada por su padre con el rey de Castilla, el 26 de agosto, fue el golpe que deshizo todas las esperanzas e ilusiones del príncipe: ni matrimonio con Isabel, ni apoyo de Enrique IV —a quien dos meses antes miraba como a un padre—, ni recuperación del reino».
Carlos de Viana murió poco después, el 23 de septiembre, al parecer por tuberculosis, aunque los intensos rumores de que había sido envenenado por su padre o su madrastra Juana Enríquez produjeron sublevaciones por toda Cataluña. Según José María Lacarra, «la muerte del príncipe se atribuyó a veneno suministrado por su madrastra. Pero la acusación carece de fundamento. Es verdad que su padre le había amenazado de muerte como reo de crimen de lesa majestad, pero don Juan está también libre de toda sospecha. La realidad es que la salud del príncipe, siempre precaria, se había resentido durante su estancia en Italia; de Mallorca salió porque los aires no le convenían; las prisiones y las emociones de los últimos meses fueron debilitando su cuerpo... Su muerte hay que atribuirla a un proceso avanzado de tuberculosis, según reveló la autopsia».

### Del fallecimiento de Carlos de Viana a la muerte de su hermana doña Blanca (1461-1464)
Según el testamento de la reina Blanca I de Navarra al haber muerto Carlos de Viana sin hijos legítimos el reino de Navarra debía pasar a su otra hija doña Blanca y así lo dejó establecido don Carlos en su propio testamento. Sin embargo, Gaston IV de Foix tomó la iniciativa para asegurar la sucesión de su esposa doña Leonor al trono de Navarra —y por tanto la suya propia— en detrimento de doña Blanca, a quien los beaumonteses consideraban como reina legítima de Navarra tras el fallecimiento de Carlos de Viana. El primer paso fue conseguir el apoyo de Luis IX de Francia, de quien él era vasallo, mediante el matrimonio de su hijo Gastón con Magdalena de Francia, hermana del rey Luis XI —el contrato matrimonial se firmó el 11 de febrero de 1462 y la boda se celebró el 7 de marzo en Burdeos, a la que asistió el rey de Francia—. El segundo fue el tratado de Olite firmado por el conde de Foix, investido de plenos poderes por Luis XI, con su suegro el rey Juan II el 12 de abril por el que se reconocían los derechos de Juan II a la corona de Navarra y tras la muerte de este los de su hija Leonor a sucederle. Además Luis XI se comprometía a ayudar a Juan II a recuperar las plazas navarras que estuvieran en poder de sus enemigos.
Doña Blanca, sometida a estrecha vigilancia en Olite, se negó a renunciar a sus derechos de sucesión por lo que su padre decidió entregarla al conde de Foix. Con la excusa de que se había concertado su matrimonio con el duque de Berry, hermano de Luis XI de Francia, fue llevada a la fuerza a Ultrapuertos, al norte del reino de Navarra y fronterizo con el Bearn. Durante el recorrido desde Olite doña Blanca hizo constar sus protestas y en San Juan de Pie de Puerto encomendó su persona y sus derechos, entre otros, a su antiguo marido el rey Enrique IV de Castilla para que pudieran pedir su libertad y recuperar el reino. Cuando el 29 de abril ya sabe que la van a sacar del reino hace otra protesta acusando a quienes «habían sido causa e causadores de los graves danyos e muerte del glorioso señor príncipe don Carlos» y al día siguiente cede sus derechos al trono navarro a Enrique IV en caso de que no pudiera recuperar la libertad o de que no tuviera descendencia. Además acusa a su padre de ser el «principal percuptor y destruidor de mi honor, heredad e derechos» y solo suplica «al Señor Dios que le quiera perdonar aqueste tan grave caso e pecado contra mi (que soy su carne propia) cometido, e lo quiera yluminar el entendimiento, de manera que venga en conoscimiento e faga verdadera penitencia».
En abril de 1463 se hizo pública la sentencia arbitral de Bayona, dictada por el rey Luis XI de Francia, que puso fin al enfrentamiento entre Juan II de Aragón y Enrique IV de Castilla. En cuanto a lo que afectaba al reino de Navarra en ella se disponía que la merindad de Estella pasaría a manos del rey de Castilla por lo que pocos días después de darse a conocer la sentencia dos letrados enviados por las Cortes de Navarra se entrevistaron en San Juan de Luz con el rey Luis XI para protestar porque dividía el reino «contra ley y razón» y porque los poderes del rey no le facultaban para ello, «ni podía hacer paz ni guerra, ni aun tregua con ningún príncipe, ni otro hecho grande sin consejo de los Tres Estados y de los sabios varones, conforme a las leyes dél». Por su parte Estella, acaudillada por Pierres de Peralta siguiendo órdenes de Juan II, resistió al intento de Enrique IV de ocuparla. Como ha señalado Lacarra, «Luis XI se desentendía del asunto de Estella; el conde de Foix y Juan II estaban interesados en que la sentencia no se cumpliera en esta parte». Finalmente los reyes de Castilla y de Aragón llegaron a la conclusión de que la sentencia en lo referente a Navarra era inaplicable y negociaron un acuerdo al margen del rey de Francia que fue firmado en Pamplona el 9 de julio de 1464. En él se estableció una tregua de un año y tras este tratado los beaumonteses abandonaron su enfrentamiento con Juan II.

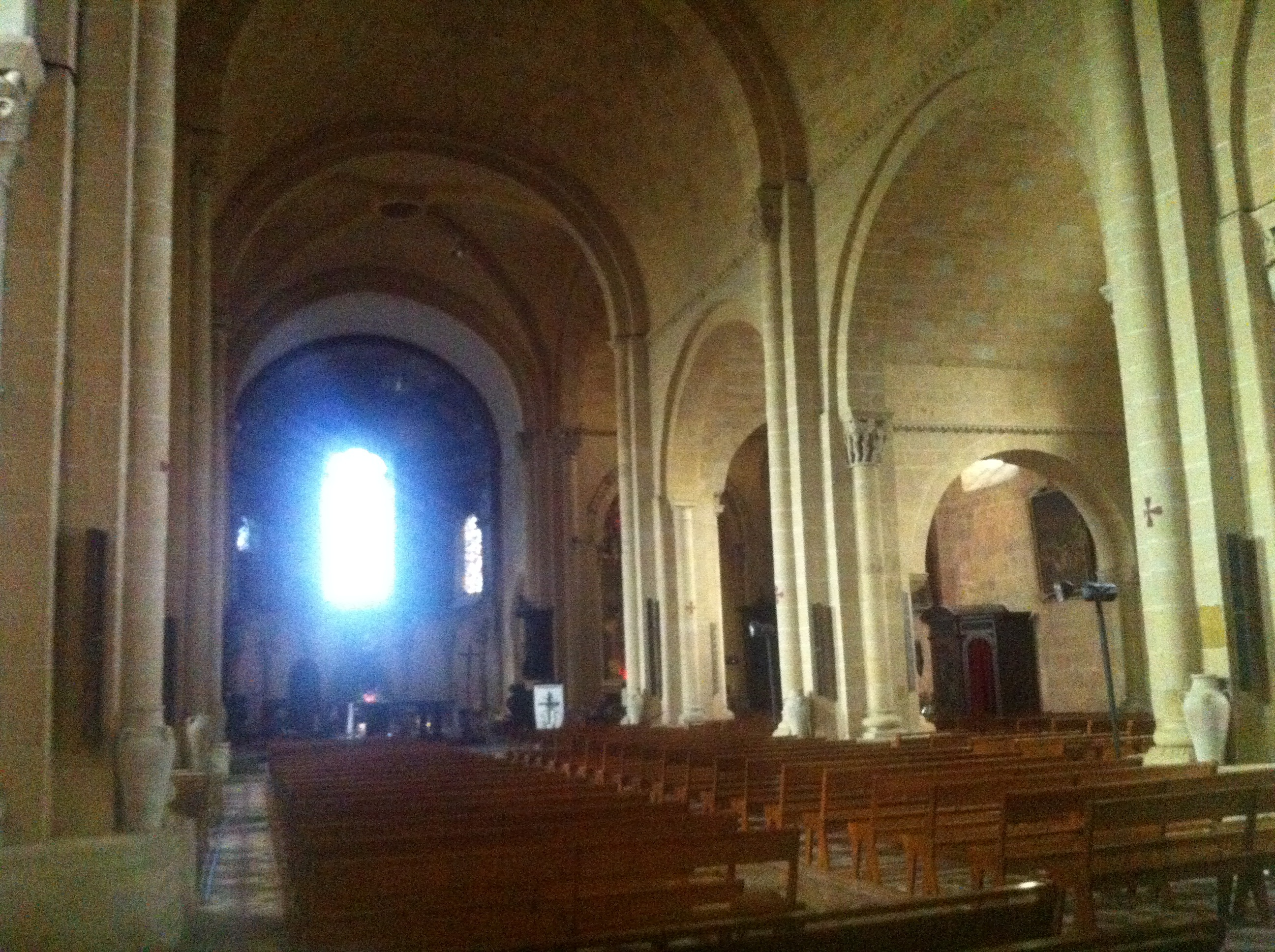
Catedral de Lescar donde fue enterrada doña Blanca de Navarra.

El primero en reconocer a Juan II fue Juan de Beaumont, que había sido lugarteniente de Enrique IV de Castilla en Cataluña tras la proclamación de este como soberano del Principado de Cataluña por las instituciones catalanas rebeldes en medio de la guerra civil catalana y a quien nada le ligaba ya al condestable Pedro de Portugal, el nuevo soberano proclamado en Cataluña tras la renuncia de Enrique IV, en aplicación de la sentencia arbitral de Bayona. Juan de Beaumont consideró que el tratado de Pamplona facilitaba la pacificación del reino de Navarra y en Villafranca del Panadés, plaza que tenía bajo su mando, pasó a reconocer a Juan II como su señor a quien juró en Tarragona el 6 de septiembre. En compensación Juan II le devolvió todas las fortalezas y lugares que tenía en Navarra. Jaume Vicens Vives apunta una segunda razón para el cambio de bando de Juan de Beaumont: su progresivo distanciamiento del nuevo soberano de Cataluña Pedro de Portugal a causa de la detención, y en ciertos casos tortura, de algunos dirigentes revolucionarios acusados de haber participado en una conspiración contra él ―por lo que tal vez Juan de Beaumont también temía por su propia seguridad―.
A Juan de Beaumont le siguieron el resto de jefes de los beaumonteses gracias a la mediación del obispo de Pamplona, Nicolás de Echávarri. Su acatamiento a Juan II fue recompensado por este con el perdón general y la devolución de todas sus posesiones y honores, incluidos los concedidos por Carlos de Viana y por su hermana doña Blanca. Asimismo Juan II repartió los oficios del reino entre beaumonteses y agramonteses, excepto la cancillería que ocuparía Martín de Peralta, y cualquier conflicto que pudiera surgir sería resuelto por una comisión paritaria de beaumonteses y agramonteses presidida por el obispo de Pamplona Nicolás de Echávarri. En cuanto a doña Blanca se acordó que volviera de su cautiverio en el Bearn y que las Cortes de Navarra se reunieran para que «entendiesen y platicasen juntamente sobre lo que tocaba a la sucesión del aquel reino y al estado, vivienda y libertad de la princesa». Todo esto se firmó en Tarragona el 22 de noviembre de 1464. Junto al propio Juan II, por parte del bando beaumontés firmaron Luis Carlos de Artieda y Arnaldo de Ozta. Como ha destacado Jaume Vicens Vives, con el pacto de Tarragona «se puso término a la empeñada contienda que había dividido, ensangrentado y empobrecido a Navarra desde 1451».
Pero antes de que se hiciese público el acuerdo de Tarragona se conoció el fallecimiento de la princesa doña Blanca. Se dijo que había muerto envenenada por orden de su hermana Leonor. Se desconoce el lugar y la fecha exacta de su muerte, aunque parece que fue en Orthez el 2 de diciembre de 1464. Fue enterrada en la catedral de Lescar.

## Consecuencias

### Gobierno de Navarra
En septiembre de 1468 Juan II escribió una carta a su hija Leonor de Foix, cuando esta gobernaba Navarra como lugarteniente, en la que se manifiestan las diferencias mantenidas entre ambos por cuestiones de autoridad, así como amenazas en caso de una actuación contraria a su interés, recordándole que no podía actuar sin su permiso. El obispo de Pamplona Nicolás de Echábarri consiguió que se reunieran las Cortes para examinar la respuesta del rey que, dadas las amenazas que contenía la carta, se exaltaron los ánimos de los presentes. Poco después el obispo fue asesinado. Leonor y Gascón se rebelaron contra Juan II y su esposa Juana Enríquez. En esta ocasión los agramonteses se pusieron del lado de Leonor y contra Juan II; los beaumonteses, en cambio, a favor de Juan II y su esposa. Los propósitos de Juana Enríquez eran abiertos en cuanto a unir Navarra a Castilla y Aragón, en la persona de su hijo Fernando II, que ya se había casado en 1469 con Isabel la Católica que será reina de Castilla desde 1474.

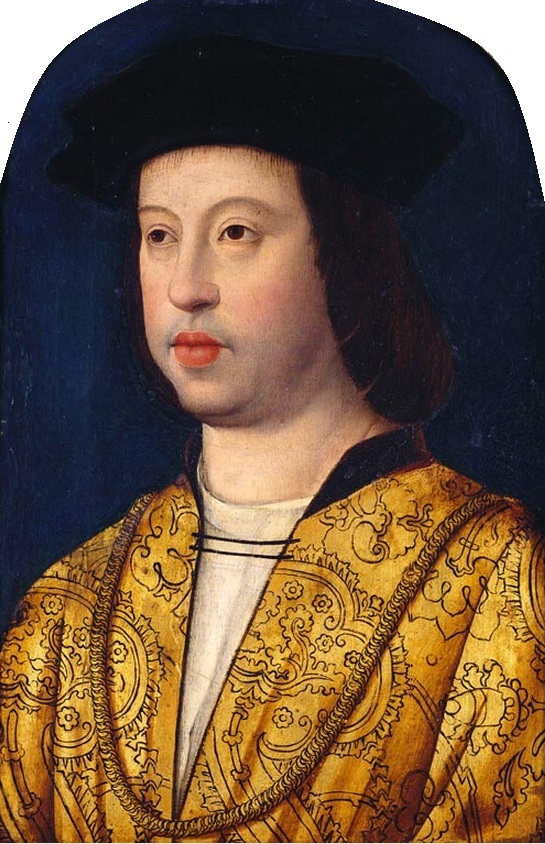
Fernando II de Aragón

Juana Enríquez contrajo matrimonio con Leonor de Foix en Ejea el 20 de junio de 1467. En dicha boda se acordó la sucesión de Leonor en el Reino de Navarra pero consiguió su renuncia para la Corona de Aragón. Leonor pretendía asegurarse el Reino de Navarra que afianzó con las capitulaciones de Olite firmadas el 30 de mayo en 1471 por Juan II. Sin embargo, en distintos documentos oficiales siguió reafirmando la sucesión en su hijo Fernando.
En 1474, a la muerte de Enrique IV, Fernando e Isabel son aclamados como reyes de Castilla. Fernando, que ya intervenía en los asuntos de Navarra, incremento su actuación. El 6 de mayo de 1476, tres años antes de la muerte de su padre, en un documento en que se plasmaba la paz entre agramonteses y beaumonteses se tituló "por la gracia de Dios, rey de Navarra, Castilla, León, Portugal, Sicilia y primogénito de Aragón", desafiando a su padre y a su hermana Leonor.
Unos meses después, el 2 de octubre, alegando el impedir la penetración francesa en Navarra Fernando II, en un acuerdo con su padre y con Luis Beaumont (líder beaumontés) y Pierres de Peralta (líder agramontés), declaró una tregua de 8 meses para negociar una paz definitiva. Para ello, como garantía obtuvo el control de las plazas de Pamplona, Viana, Puente la Reina, Huarte-Araquil, Lumbier, Torralba, Zúñiga, Artajona, Larraga, Lerín, Mendavia, y Andosilla entre otras, que se sumaban a las que ya controlaba Castilla desde 1463, como Laguardia, San Vicente y Los Arcos. Puso 900 soldados castellanos en el interior de Navarra, de ellos 150 en Pamplona. Aliados y cómplices del rey consorte castellano, los beaumonteses consolidaron su posición. Las quejas de Leonor por estos hechos no fueron atendidas por su padre.
A finales de ese mismo año solicitó a su padre "el encargo de las cosas de Navarra". Dos años después consiguió que se le entregase la fortaleza de Estella como rey de Castilla, con el consiguiente juramento de obediencia prestado por el conde de Lerín y el alcaide de la fortaleza Lope de Baquedano. Dispuso de nombramientos y cargos y a finales de 1477 designó al bachiller Larrutia como alcalde y juez de la Corte Mayor de navarra, y al mes siguiente puso a su capitán general Juan de Ribera como oidor de Comptos. También autorizó a Juan de Quevedo para cobrar en su nombre los cuarteles y otras rentas provenientes de Pamplona.

### Sucesión de Juan II
Tras la muerte de Juan II el 20 de febrero de 1479, fue proclamada, ocho días después Leonor de Foix reina de Navarra, aunque murió 15 días después. Designó como heredero a su nieto Francisco I de Foix, menor de edad, recomendándole que se aliara con el rey francés. Se hizo cargo de la regencia su madre Magdalena de Francia. Los reyes Católicos presionan para casar a Catalina de Foix, hermana del heredero, con su hijo Juan de Aragón y Castilla, pero fracasa. La muerte prematura de Francisco I de Foix en 1483, convierte a Catalina en reina de Navarra. Esta se casó el año siguiente con Juan III de Albret.
El 12 de noviembre de 1486 Fernando II unificó el mando militar en la frontera navarra, incluyendo a las tropas de Aragón en el ámbito de su competencia, y al año siguiente suprimió los salvoconductos de los mercaderes de Navarra, sometiendo el permiso a su voluntad.
En 1487, la familia del conde de Lerín se une con la del duque de Nájera por matrimonio de sus hijos. En 1488 se firma el tratado de Valencia entre los monarcas navarros y los reyes Católicos en el que se abren las fronteras al comercio, sin reconocer a Catalina como reina de Navarra e imponiendo la presencia de tropas castellanas en Navarra, actuando de capitán general Juan de Ribera. En estas condiciones, en enero de 1489 Juan y Catalina retrasaron la ceremonia de coronación para evitar que las tropas de Ribera le escoltaran. En 1491 hubo nuevas negociaciones acerca de la coronación. El acuerdo, ahora, prohibía que hubiera tropas navarro-gasconas en Navarra y obligaba a los alcaides y soldados de las fortalezas a rendir pleitesía a los católicos. Tampoco se permitía el matrimonio de los hijos de los reyes navarros sin autorización de Isabel y Fernando. Los reyes navarros, finalmente fueron coronados el 13 de enero de 1494, aunque se mantenían las tropas castellanas en el reino.

### Prolegómenos a la invasión
En 1495 el padre de Juan III de Albret, Alano de Albret, estableció con Fernando un nuevo acuerdo para solucionar las intrigas políticas, y en él, el conde de Lerín se vio obligado a abandonar el reino, cediendo todos sus bienes a Fernando II, a cambio recibió bienes en Huéscar, Vélez-Blanco, Vélez-Rubio, Cúllar, Castilléjar, Cuevas de Freila y otros. Fernando II pasaba a controlar importantes villas y fortalezas además de mantener una guarnición militar en Olite dirigida por Juan Ribera. El dominio mantenido por Castilla entre 1495 y 1500 fue en la práctica una ocupación militar. En 1497 los reyes Católicos pretendieron anexionarse Navarra mediante un acuerdo con el monarca francés, quien a cambio recibiría Nápoles. La situación ya no era solo de guerra civil interna, siempre con implicación de los reinos vecinos, sino que estaba cuajándose la Conquista de Navarra.
En 1500 se firmó otro acuerdo en Sevilla por el que Magdalena, hija de los reyes de Navarra pasaría a la corte castellana para casarla con un hijo o nieto de los Católicos, prometiendo la salida de los soldados castellanos. En los años siguientes se intentan varios acuerdos prematrimoniales con la misma intención sin llegar a plasmarse.
Mientras tanto Fernando II, que había enviudado, se casó con Germana de Foix, sellando un acuerdo con Luis XII de Francia. Germana de Foix era hija del vizconde de Narbona y también pleiteaba con los reyes de Navarra por la herencia de los Foix y la corona de Navarra.
En 1507 fue expulsado de Navarra el conde de Lerín, con el apoyo prácticamente unánime de todos los navarros, consiguiéndose también la salida de las tropas extranjeras.
El conde de Lerín muere al año siguiente en el exilio. Su hijo Luis de Beaumont, apoyado por el capitán general Juan Ribera y por el embajador castellano Pedro de Ontañón planea cómo recuperar los bienes de su padre perdidos en Navarra. En la corte de Madrid se plantea abiertamente la invasión de Navarra. A su vez el rey francés mantiene la reclamación sobre Navarra, el Bearn y otros dominios de los Foix.
Con esta expulsión, que significaba la derrota de los beaumonteses, la guerra civil de Navarra se dio por cerrada. Sin embargo la situación del territorio, encajonado entre dos grandes como eran la incipiente España con la expansión de su Imperio y, por otra parte, la intención de hegemonía de Francia en Europa, llevó a una guerra de Conquista por parte de la primera, con la importante colaboración del tercer conde de Lerín, hijo del conde expulsado, y de algunos líderes beaumonteses del interior.